# تشارلز ريبوردي
تشارلز ريبوردي (مواليد 24 أكتوبر 1929) هو مبارز بالسيف سويسري، مثّل بلاده في الألعاب الأولمبية الصيفية 1960.

## روابط خارجية
تشارلز ريبوردي على موقع أوليمبيديا (الإنجليزية)